# Karton van Burlington House
Het Karton van Burlington House of Sint-Anna te drieën met Johannes de Doper is een karton (ontwerptekening) van Leonardo da Vinci uit circa 1499–1500 of circa 1508 en wordt bewaard in de National Gallery in Londen. De tekening is niet gesigneerd, maar de toeschrijving wordt algemeen aanvaard. De tekening houdt verband met het schilderij Sint-Anna te drieën met het lam in het Louvre, maar over de precieze relatie tussen dit en enkele andere verwante werken bestaat verschil van mening.

## Voorstelling
Maria ondersteunt Jezus terwijl hij zich met een zegenend gebaar uitstrekt naar de jonge Johannes de Doper. Met zijn linkerhand kietelt hij hem onder zijn kin. Maria kijkt aandachtig naar haar kind, terwijl haar moeder Anna op zijn hemelse oorsprong wijst.

## Datering
Uit meerdere schetsen en studies van Leonardo da Vinci blijkt dat de compositie van het schilderij in het Louvre een verdere ontwikkeling is van de tekening in Londen. De vraag is hoeveel tijd ertussen zat. De verwarring wordt deels veroorzaakt doordat bekend is dat er andere versies met Sint-Anna te drieën met het lam bestaan hebben. Zo bestaat er een brief aan Isabella d'Este uit 1501 waarin Pietro da Novellara in detail een onvoltooid karton van een Sint-Anna te drieën met het lam beschrijft dat hij in het atelier van Leonardo had gezien. Volgens sommigen was deze versie vrijwel identiek aan het schilderij in het Louvre, maar het is waarschijnlijker dat dit een eerdere, minder revolutionaire versie is, die werd nagevolgd door Brescianino en (vrijer) door Rafaël, die Anna verving door Jozef. Pedretti herkende Novellara's beschrijving daarentegen in een tekening in de Gallerie dell'Accademia in Venetië en hij beschouwde Brescianino's schilderij als de uitwerking van een variant die Leonardo rond dezelfde tijd uitprobeerde.
Omdat op de tekening in Londen niet het Lam maar Johannes de Doper is afgebeeld, kan dit twee dingen betekenen: óf Leonardo heeft eerst een versie met Johannes de Doper gemaakt en daarna meerdere versies met het Lam, óf hij maakte eerst een versie met het Lam, daarna een versie met Johannes de Doper (de tekening in Londen), waarna hij voor zijn laatste versie is teruggekeerd naar een Sint-Anna te drieën met het lam. In het eerste geval dateert de tekening in Londen van voor de brief uit 1501, in het tweede geval kan de tekening iets later gedateerd worden, rond dezelfde tijd waarin Leonardo werkte aan de Slag bij Anghiari en meerdere versies van Leda en de zwaan.
Omdat Leonardo juist in zijn Florentijnse periode na 1500 intensief bezig was met de anatomie, beweging en mechanica van het menselijk lichaam, is het waarschijnlijk dat hij in deze jaren de complexe compositie van het schilderij in het Louvre heeft uitgewerkt, waarna hij nog lang aan dit werk is blijven schaven. Volgens Pedretti en anderen is de houding van Maria op het karton van Burlington House een tussenfase tussen de Leda's enerzijds en de Sint-Anna te drieën in het Louvre anderzijds. Hij was in deze tijd vooral geïnteresseerd in manieren waarop het lichaam zich staand (in contrapposto), hurkend of zittend in een vluchtige houding in evenwicht houdt. Ook in dit geval blijft de datering echter omstreden en varieert van 1501 tot 1508, afhankelijk van de datering van het belangrijke studieblad in het British Museum. In het bijzonder Pedretti hield vast aan een late datering. In zijn ogen wezen de tekenstijl en ook de technische schetsen voor machines op het studieblad op circa 1508. Volgens andere kunsthistorici is het karton de vroegste versie en zij dateren het daarom rond 1500 of iets ervoor. Zij leggen vooral de nadruk op het contrast tussen het statische, monumentale karakter van het karton, dat aansloot bij Het Laatste Avondmaal, en de dynamische, 'instabiele' groep van het schilderij in het Louvre, waarin Leonardo zijn ervaringen met de Slag bij Anghiari verwerkte.
Vasari vermeldt een versie met het lam én Johannes de Doper, maar de meeste kunsthistorici houden er rekening mee dat Vasari de beschrijving uit zijn hoofd opschreef en twee versies heeft gecombineerd.

## Compositiestudies
Vooral uit het schetsblad in het British Museum blijkt dat Leonardo de compositie ook zag als een technische studie in evenwicht: Maria balanceert op het bovenbeen van Anna, terwijl Christus, die zich naar Johannes de Doper (of het lam in de andere versies) uitstrekt, fungeert als contragewicht.

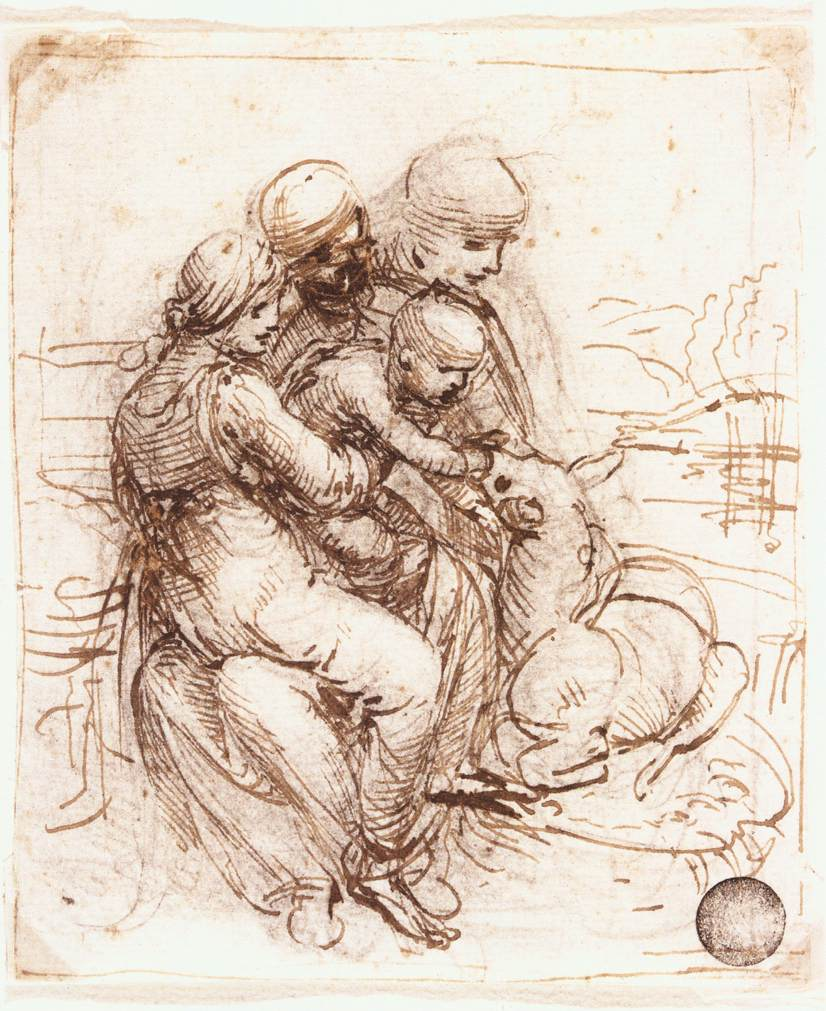
Leonardo da Vinci (?), Schets voor een versie van Sint-Anna te drieën met het lam, Gallerie dell'Accademia, Venetië
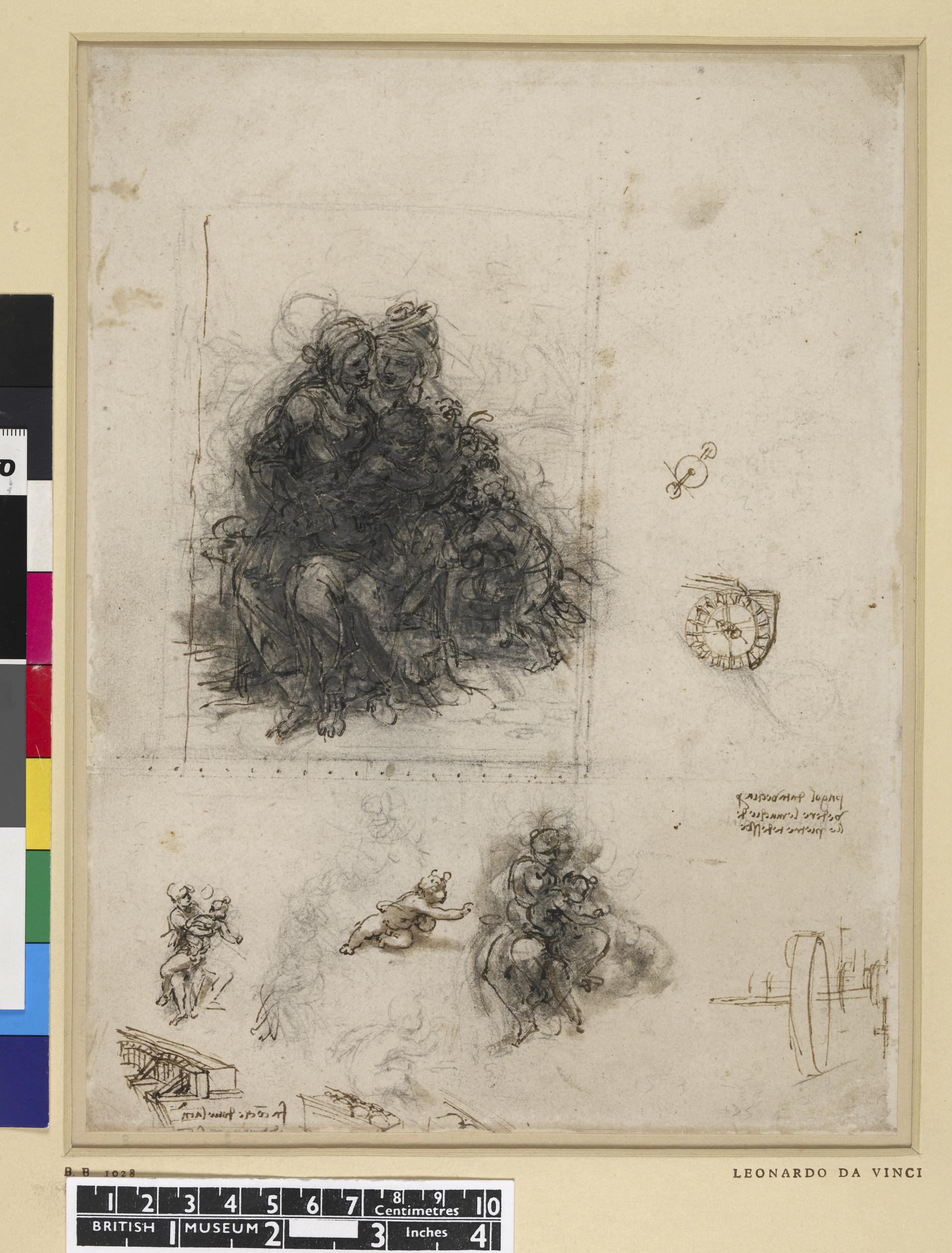
Studies voor Sint-Anna te drieën met Johannes de Doper en machinerieën, British Museum, Londen
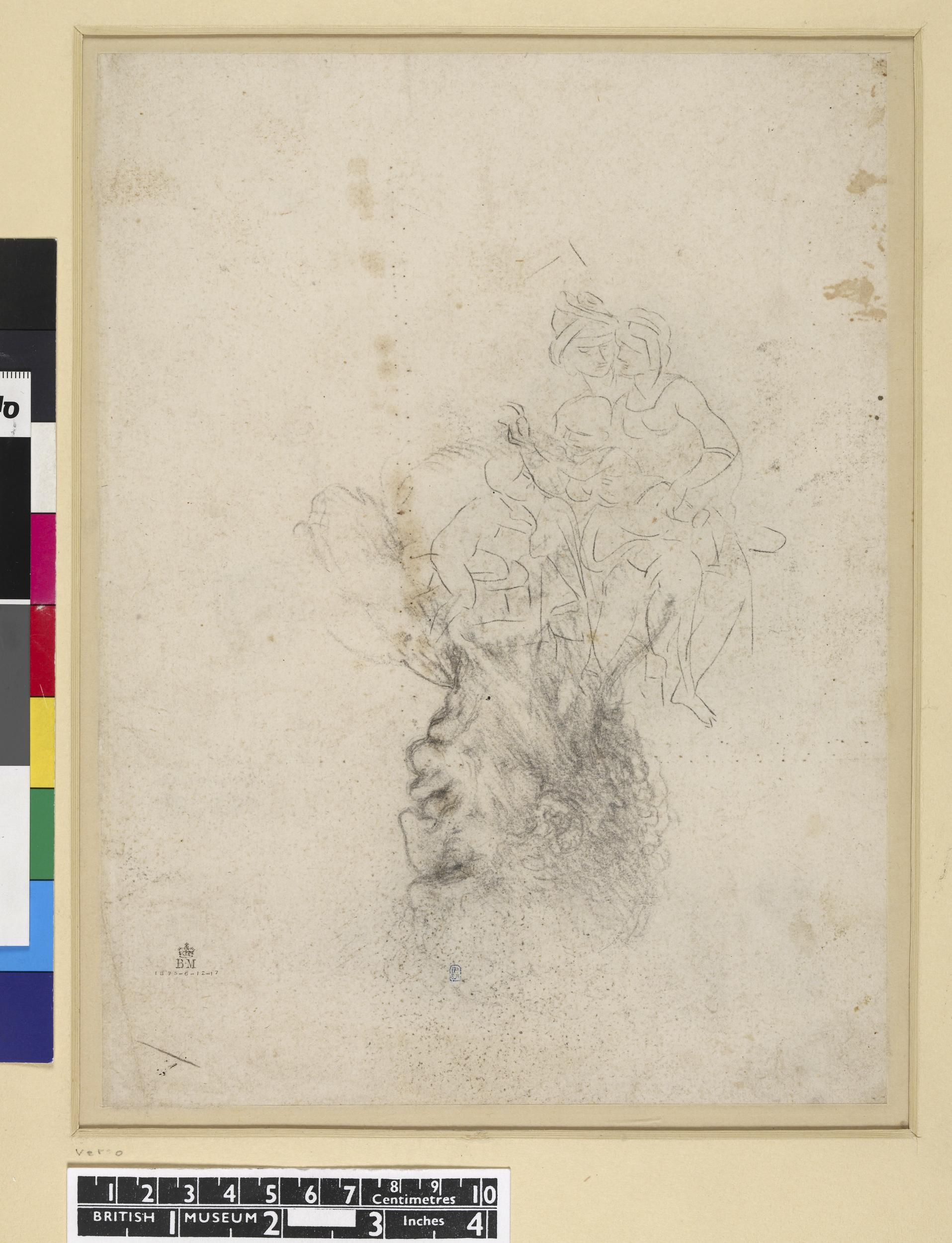
Keerzijde van hetzelfde studieblad
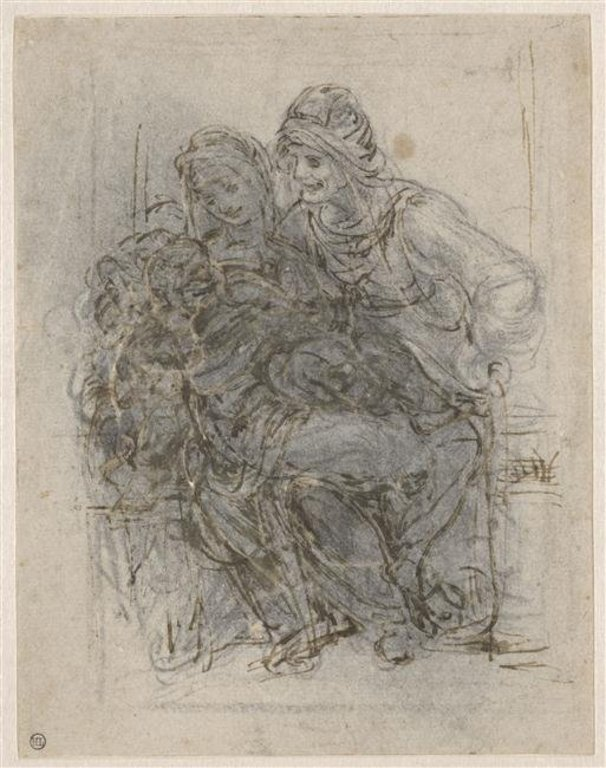
Studie voor Sint-Anna te drieën met het lam, Louvre, Parijs
Sint-Anna te drieën met het lam, Louvre, Parijs

## Navolging
In tegenstelling tot de andere versies heeft het karton weinig navolging gekend. Bernardino Luini maakte rond 1520 – kort na Leonardo's dood – een schilderij dat erop is gebaseerd, en dit wijst erop dat hij het karton toen in zijn bezit had. De houding van Maria werd nagevolgd in enkele werken van leerlingen van Leonardo da Vinci.

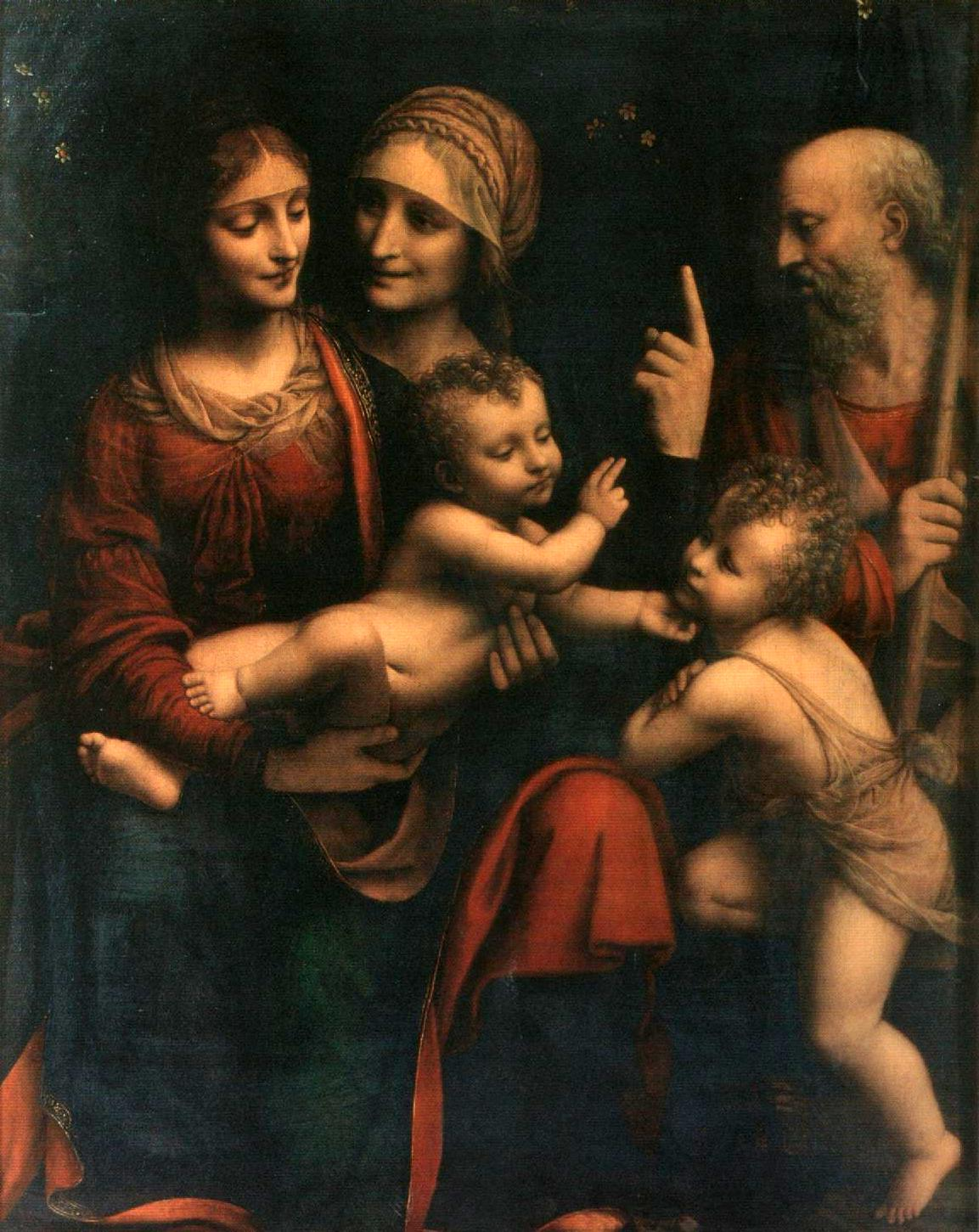
Bernardino Luini, De Heilige Familie met Sint-Anna en Johannes de Doper, ca. 1520, Pinacoteca Ambrosiana, Milaan
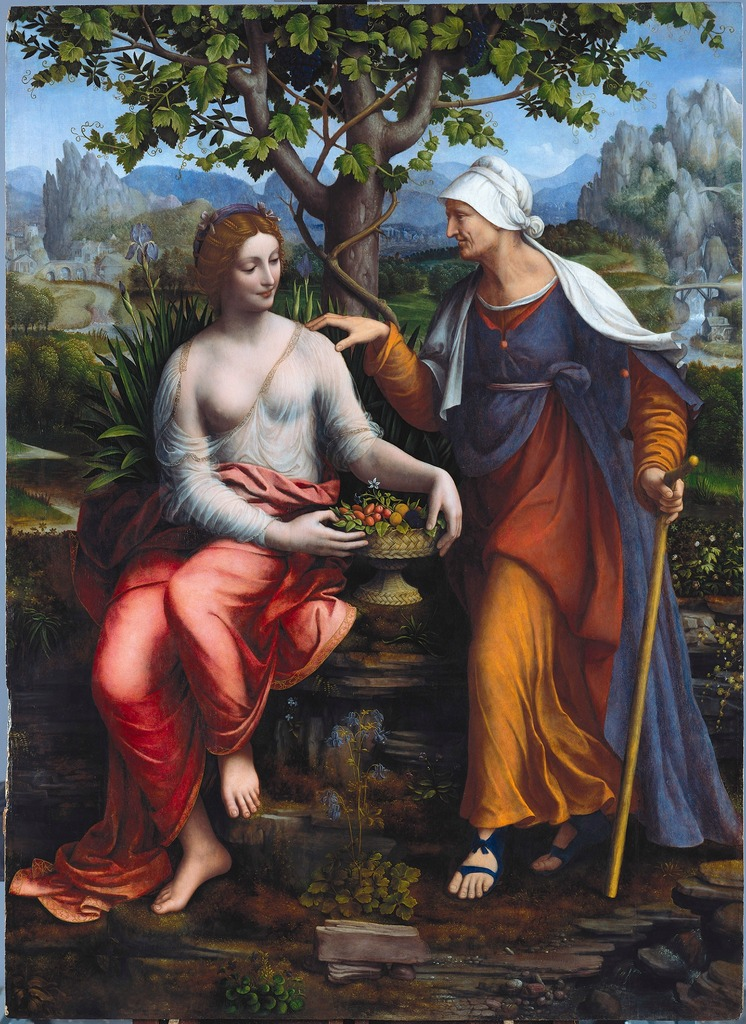
Francesco Melzi, Vertumnus en Pomona, Gemäldegalerie, Berlijn
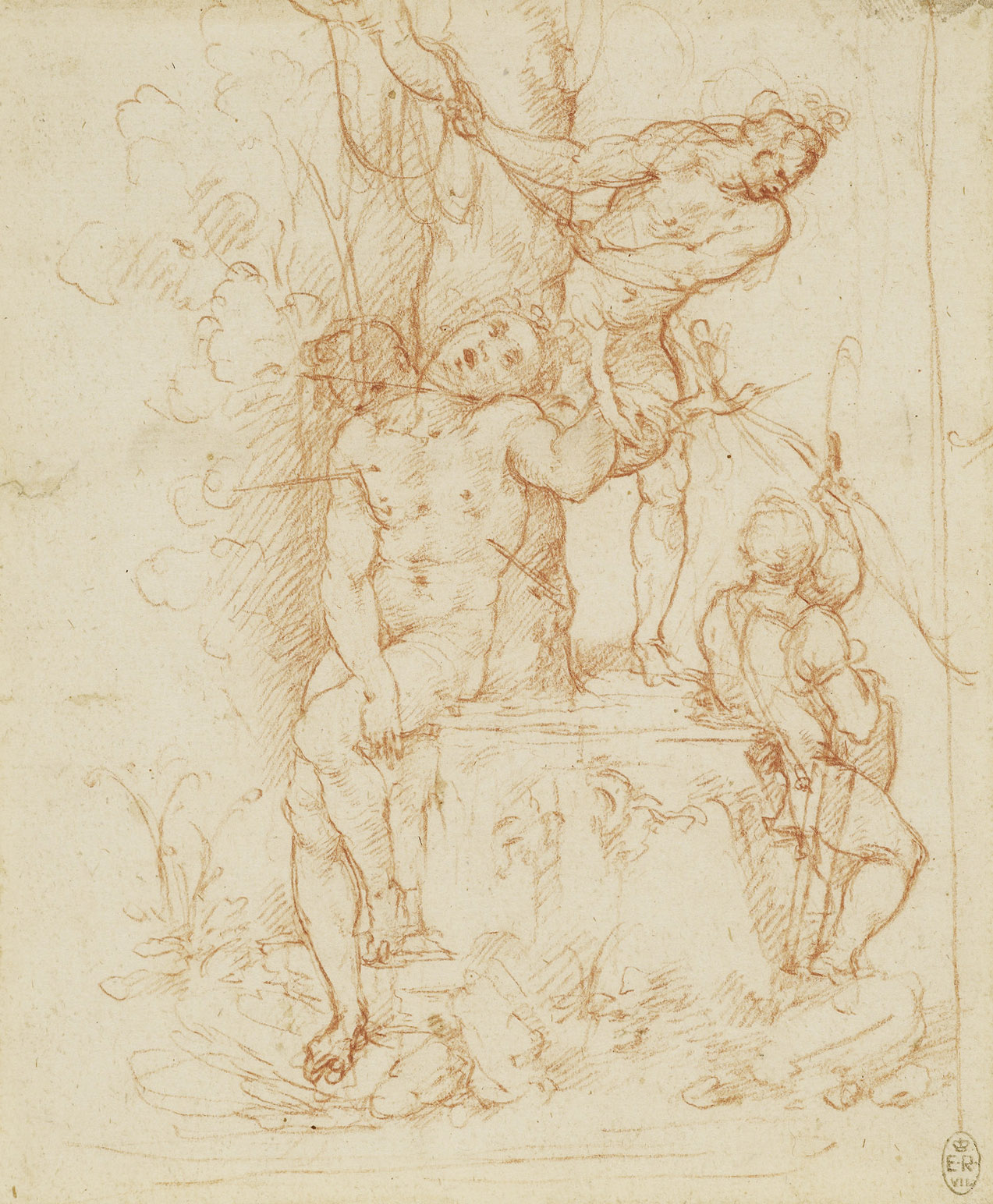
Cesare da Sesto, Martelaarschap van de heilige Sebastiaan, Royal Collection